# کانی لیون
کانی لیون (انگلیسی: Connie Leon; 1881 – ۱۰ مهٔ ۱۹۵۵) هنرپیشه اهل انگلستان بود. او در تئاتر استانی به عنوان خواننده، رقصنده و کمدین، از جمله پانتومیم و در نقش های سوبرت، محبوب بود. 

## فیلم‌شناسی
- پسرم، پسرم! - Second Ladlady (uncredited)
- زن سنگاپور (۱۹۴۱) - Suwa
- خانم مینی‌ور (۱۹۴۲) - Simpson
- Bombs Over Burma (۱۹۴۲) - Ma Sing
- Thunder Birds (۱۹۴۲) - Ellen (uncredited)
- Forever and a Day (۱۹۴۳) - Wartime Londoner
- و اینک فردا (۱۹۴۴) - Hester (uncredited)
- مروارید مرگ (۱۹۴۴) - Ellen Carey (uncredited)
- Hangover Square (۱۹۴۵) - Maid (uncredited)
- آوای برنادت (۱۹۴۶) - Townswoman (uncredited)
- That Brennan Girl (۱۹۴۶) - Miss Jane, Merryman Resident
- آنا و سلطان سیام (۱۴۶) - Beebe (uncredited)
- Of Human Bondage (۱۹۴۶) - Nurse (uncredited)
- Three Strangers (۱۹۴۶) - Flower Woman (uncredited)